# Sportpark Berg & Bos
Il Sportpark Berg & Bos è uno stadio di calcio situato ad Apeldoorn. È la casa dell'AGOVV.
Il club gioca dal 1921 al Sportpark Berg e Bos nel distretto occidentale di Apeldoorn. Il parco sportivo si trova in una zona boscosa.
Il ritorno dell'AGOVV nel calcio professionistico fu celebrato con l'apertura di un piccolo stadio con una capienza di 3.150 spettatori. Molti calciatori famosi vi hanno giocato: un esempio è Louis Van Gaal.
Il numero record di spettatori nel calcio professionistico è stato realizzato il 24 settembre 2009, durante il match di Coppa tra AGOVV e Ajax (1-2). Lo stadio ha avuto il tutto esaurito con 3.500 spettatori.